# Черняга, Пётр Гервазиевич
Черняга Пётр Гервазиевич (24 октября 1946 — 12 мая 2014) — советский и украинский ученый и общественный деятель, доктор технических наук, профессор, член Академии строительства Украины и Академии наук высшего образования Украины, заслуженный работник образования Украины, почетный землеустроитель Украины.

## Биография
Петр Гервазиевич Черняга родился в селе Кугаевцы Чемеровецкого района Хмельницкой области.
В 1964 году Петр Гервазиевич с золотой медалью окончил среднюю школу и поступил во Львовский политехнический институт. Был ленинским стипендиатом, награжден медалью Министерства высшего и специального образования СССР «За лучшую научную студенческую работу» — «Проект геодезической связи между Азией и Америкой».
В 1969 году с отличием окончил Львовский политехнический институт по специальности «Астрономогеодезия», а впоследствии аспирантуру.
С ноября 1973 года работал в Национальном университете водного хозяйства и природопользования (тогда — Украинский институт инженеров водного хозяйства) на должностях ассистента, старшего преподавателя и доцента кафедры инженерной геодезии.
В течение семи лет (1980-1987 гг.) работал заместителем декана факультета проектирования и строительства гидромелиоративных систем.
С 1987 года возглавил кафедру инженерной геодезии.
В связи с реформированием земельных отношений и острой потребностью в специалистах по инициативе П. Г Черняги в 1992 году была открыта специальность «Землеустройство и кадастр», а кафедру инженерной геодезии в 1995 году переименовали в кафедру землеустройства и геодезии.
В 2002 году под его руководством открыта специальность «Геоинформационные системы и технологии». В этот период кафедра начала стремительно развиваться: численность профессорско-преподавательского состава возросла с 12 до 47 лиц, также обновилась материально-техническая база.
В 2003 был создан факультет землеустройства и геоинформатики, деканом которого он был в течение шести лет.

## Научно-педагогические достижения
Научный путь П. Г Черняги начался после защиты кандидатской диссертации «Определение спутниковой рефракции с учетом состояния атмосферы» и получения в 1978 г. ученой степени кандидата технических наук. В 1982 году ему было присвоено ученое звание доцента.
Дальнейшие исследования на АЭС Украины и международный опыт приобретенный в Европейских геофизических съездах (Вена — 1997 г., Ницца — 1998 г., Гаага — 1999 г., Польша — 1997, 1998, 1999 гг., Хорватия — 2001 г.) позволили подготовить докторскую диссертацию на тему «Геодезический мониторинг территорий атомных станций: теория и практика» и успешно ее защитить в 2000 году с получением научной степени доктора наук.
На протяжении всей научной деятельности Петр Гервазиевич опубликовал более 200 научных и учебно-методических трудов, а также одно изобретение.
Был членом редакционных коллегий шести профильных научно-технических сборников, членом специализированных Ученых советов по защите докторских и кандидатских диссертаций при Киевском национальном университете строительства и архитектуры, Национальном университете «Львовская политехника», президиуме учебно-методической комиссии по направлению "Геодезия, картография и землеустройство", комиссии по разработке стандартов образования по этому же направлению. Был действительным членом Академии строительства Украины и Академии наук высшего образования Украины.
Широкое признание получила научная школа прогнозирования развития территорий с учетом их функциональных свойств и влияния геодинамических процессов основана Чернягой П. Г., где под руководством Петра Гервазиевича было защищено около двадцати кандидатских и одна докторская диссертации.
Посмертно в ноябре 2014 года учреждена ежегодная Всеукраинская научно-практическая конференция «Геодезия. Землеустройство. Природопользования: посвящается памяти П. Г. Черняги» в Национальном университете водного хозяйства и природопользования (г.Ровно), а также открыта мемориальная доска и названа аудитория именем П. Г. Черняги.

## Награды
Нагрудные знаки: «Отличник образования Украины», «Почетный землеустроитель Украины», «Петр Могила», «За научные достижения»; государственная награда Украины и почетное звание «Заслуженный работник образования Украины»; награды: «Почётный геодезист», «За заслуги в геодезии и картографии» 1 ст.; почетные грамоты Министерства образования Украины, Госкомзема, Ровенской ОГА.

## Общественно-политическая деятельность
Депутат Ровенского областного совета V созыва (1990-1994 г.) и депутатом Ровенского городского совета 21 созыва (2007-2010 г.)

## Личная жизнь
Жена Черняга Алина Арсентьевна, две дочки: Ульяна и Людмила, трое внуков: Глеб, София и Мария.

## Дополнительная информация
- B0 Перечень работ в каталоге Национальной библиотеки Украины им. В.  Вернадского